# John Sebelien
John Robert Francis Sebelien, född 28 april 1858 i Köpenhamn, död 26 juli 1932 i Kingston, England, var en dansk-norsk lantbrukskemist.
Sebelien blev polyteknisk kandidat 1881 och tilldelades 1883 universitetets guldmedalj för avhandlingen Beiträge zur Geschichte der Atomgewichte. Han studerade därefter först agrikulturkemi, sedan fysiologisk kemi (för Olof Hammarsten i Uppsala), blev 1885 docent i mejerikemi vid Ultuna lantbruksinstitut, 1889 lärare vid den norska högre lantbruksskolan på Ås, vid vilken, sedermera omdanad till Norges lantbrukshögskola, han under åren 1914–28 var professor i kemi. 
Sebeliens viktigaste vetenskapliga arbeten rör sig om mjölks kemiska natur. Han var den förste, som framställde laktoglobin och laktalbumin ur mjölk samt påvisade förekomsten av en pentos däri. Han arbetade även med peptisk digestion av kasein.
Sebelien främjade i hög grad utvecklingen av sitt ämne i Norge och blev 1891 ledamot av Videnskapsselskapet i Kristiania. Han tog 1905 initiativ till upprättandet av det 1909 konstituerade "1905-fondet for landbruksforskning i Norge", vars avkastning kom att användas till uppmuntran av vetenskapliga arbeten i lantbruk.